# تاکویا میهاشی
تاکویا میهاشی (انگلیسی: Takuya Mihashi؛ زادهٔ ۶ مارس ۱۹۹۲) بازیکن فوتبال اهل ژاپن است.